# Prix Trasalba
Le prix  Trasalba ou Premio Trasalba  est une récompense annuelle à caractère honorifique, qui récompense le travail culturel et galléguiste de personnalités remarquables vivantes (ou récemment décédées). Promu par la Fondation Otero Pedrayo, ce prix est décerné sans interruption depuis  1983 dans la maison - musée de l'écrivain Ramón Otero Pedrayo à Trasalba (Amoeiro, Galice - Espagne).

## Liste des lauréats
- 1983: Xaquín Lorenzo Fernández
- 1984: Isidro Parga Pondal
- 1985: Antón Fraguas Fraguas
- 1986: Valentín Paz Andrade
- 1987: Ramón Martínez López

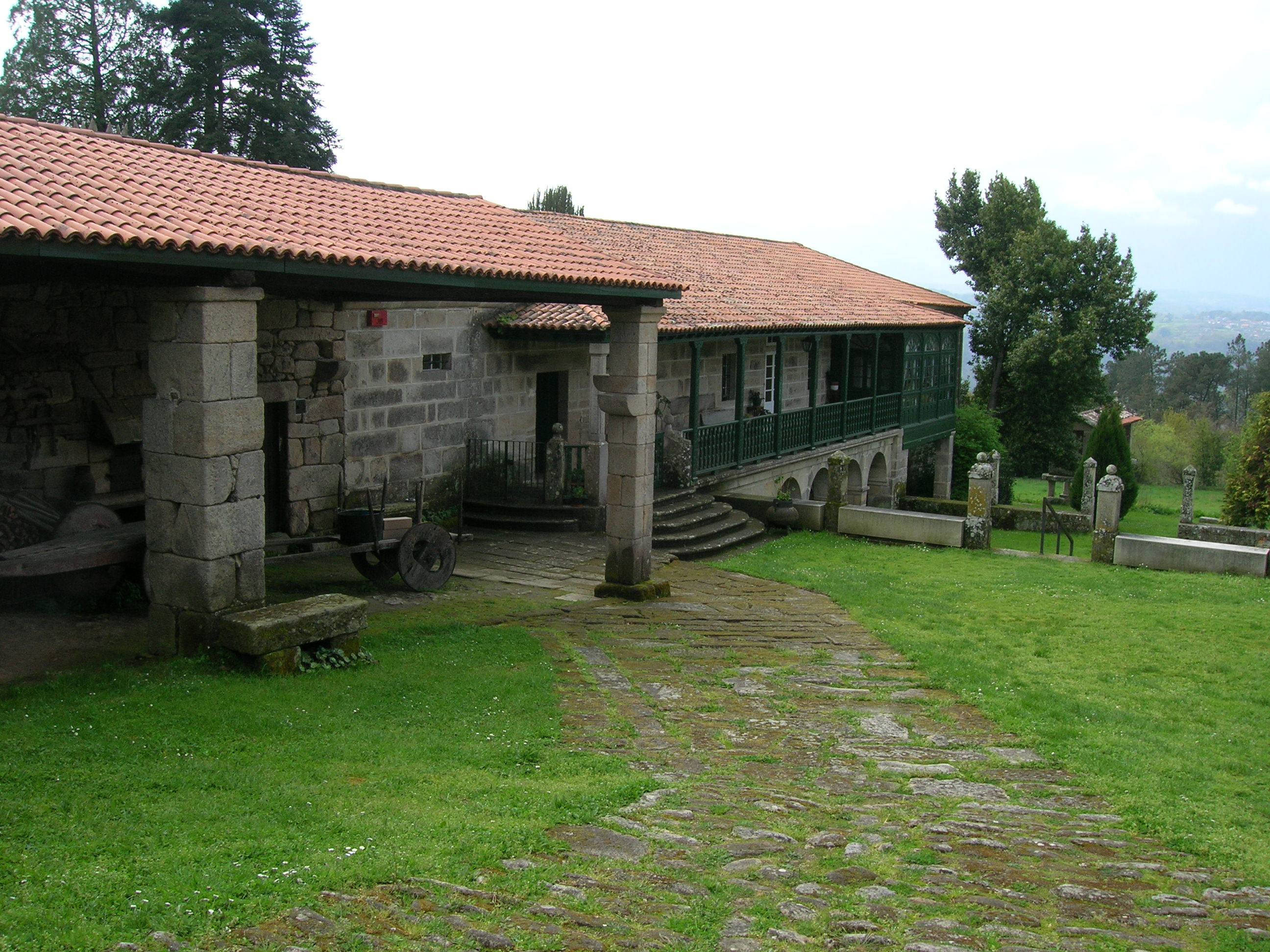
Maison-musée à Trasalba

- 1988: Francisco Fernández del Riego
- 1989: Miguel Anxo Araúxo Iglesias
- 1990: Xosé Filgueira Valverde
- 1991: Lois Tobío Fernández
- 1992: Xaime Isla Couto
- 1993: Isaac Díaz Pardo
- 1994: Marino Dónega Rozas
- 1995: Francisco Xavier Río Barxa
- 1996: Pura Vázquez Iglesias
- 1997: Raimundo, García Domínguez, Borobó
- 1998: Ricardo García Suárez, Xohán Ledo
- 1999: Carlos García Martínez
- 2000: Xesús Alonso Montero
- 2001: Xosé Luís Méndez Ferrín
- 2002: Augusto Pérez Alberti
- 2003: Andrés Torres Queiruga
- 2004: Xosé Neira Vilas
- 2005: Agustín Sixto Seco
- 2006: Milladoiro
- 2007: John Rutherford
- 2008: Olga Gallego
- 2009, Xosé Manuel Beiras
- 2010, Xosé Ramón Barreiro Fernández
- 2011, Ramón Lorenzo[1]